# Lophoptera xista
Lophoptera xista là một loài bướm đêm trong họ Noctuidae.